# Юніон (округ, Айова)
Шаблон:StateAbbr_ 41°01′33″ пн. ш. 94°14′29″ зх. д. / 41.025833333333° пн. ш. 94.241388888889° зх. д.
Округ  Юніон (англ. Union County) — округ (графство) у штаті  Айова, США. Ідентифікатор округу 19175.

## Історія
Округ утворений 1853 року.

## Демографія
За даними перепису 
2000 року 
загальне населення округу становило 12309 осіб, зокрема міського населення було 7391, а сільського — 4918.
Серед мешканців округу чоловіків було 5900, а жінок — 6409. В окрузі було 5242 домогосподарства, 3354 родин, які мешкали в 5657 будинках.
Середній розмір родини становив 2,87.
Віковий розподіл населення поданий у таблиці:
| Стать    | До 15 років | 15-21 | 22-29 | 30-39 | 40-49 | 50-65 | 65-85 | Понад 85 |
| -------- | ----------- | ----- | ----- | ----- | ----- | ----- | ----- | -------- |
| Чоловіки | 1177        | 658   | 486   | 744   | 884   | 1054  | 801   | 96       |
| Жінки    | 1147        | 604   | 520   | 799   | 902   | 1037  | 1146  | 254      |

## Суміжні округи
- Медісон — північний схід
- Кларк — схід
- Рінгголд — південь
- Адамс — захід
- Адер — північний захід

## Виноски
1. ↑  U.S. Decennial Census. United States Census Bureau. Процитовано 20 липня 2014.
2. ↑  Historical Census Browser. University of Virginia Library. Архів оригіналу за 11 серпня 2012. Процитовано 20 липня 2014.
3. ↑  Population of Counties by Decennial Census: 1900 to 1990. United States Census Bureau. Процитовано 20 липня 2014.
4. ↑  Census 2000 PHC-T-4. Ranking Tables for Counties: 1990 and 2000 (PDF). United States Census Bureau. Процитовано 20 липня 2014.
5. ↑  State & County QuickFacts. United States Census Bureau. Архів оригіналу за 7 червня 2011. Процитовано 20 липня 2014. [Архівовано 2011-06-07 у Wayback Machine.](англ.) Наведено за англійською вікіпедією.
6. ↑  American FactFinder. Бюро перепису населення США. Архів оригіналу за 26 лютого 2012. Процитовано 31 січня 2008. [Архівовано 2008-05-21 у Wayback Machine.]

| США | Це незавершена стаття з географії США. Ви можете допомогти проєкту, виправивши або дописавши її. |